# 蓬 (科多尔省)
蓬村（法語：Pont，法語發音：[pɔ̃] ⓘ）是法国科多尔省的一个市镇，位于该省东部偏南，属于第戎区。

## 地理
蓬村（47°10'35"N, 5°18'57"E）面积3.49 平方千米，位于法国勃艮第-弗朗什-孔泰大區科多尔省，该省份为法国中东部省份，北起奥布省，西接涅夫勒省和约讷省，南至索恩-卢瓦尔省，东南接汝拉省，东临上索恩省，东北部与上马恩省接壤。
与蓬村接壤的市镇（或旧市镇、城区）包括：尚多特尔、莱马伊、蒂勒奈。
蓬村的时区为UTC+01:00、UTC+02:00（夏令时）。

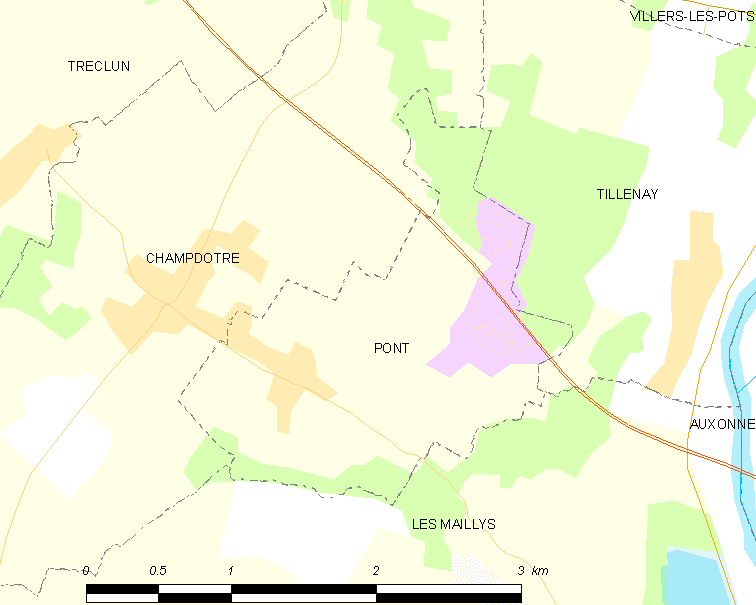
蓬村的OSM定位图

## 行政
蓬村的邮政编码为21130，INSEE市镇编码为21495。

## 政治
蓬村所属的省级选区为欧克索讷县。

## 人口

1962-2008年间蓬村人口变化图示

蓬村于2022年1月1日时的人口数量为158人。